# 薩爾杜斯

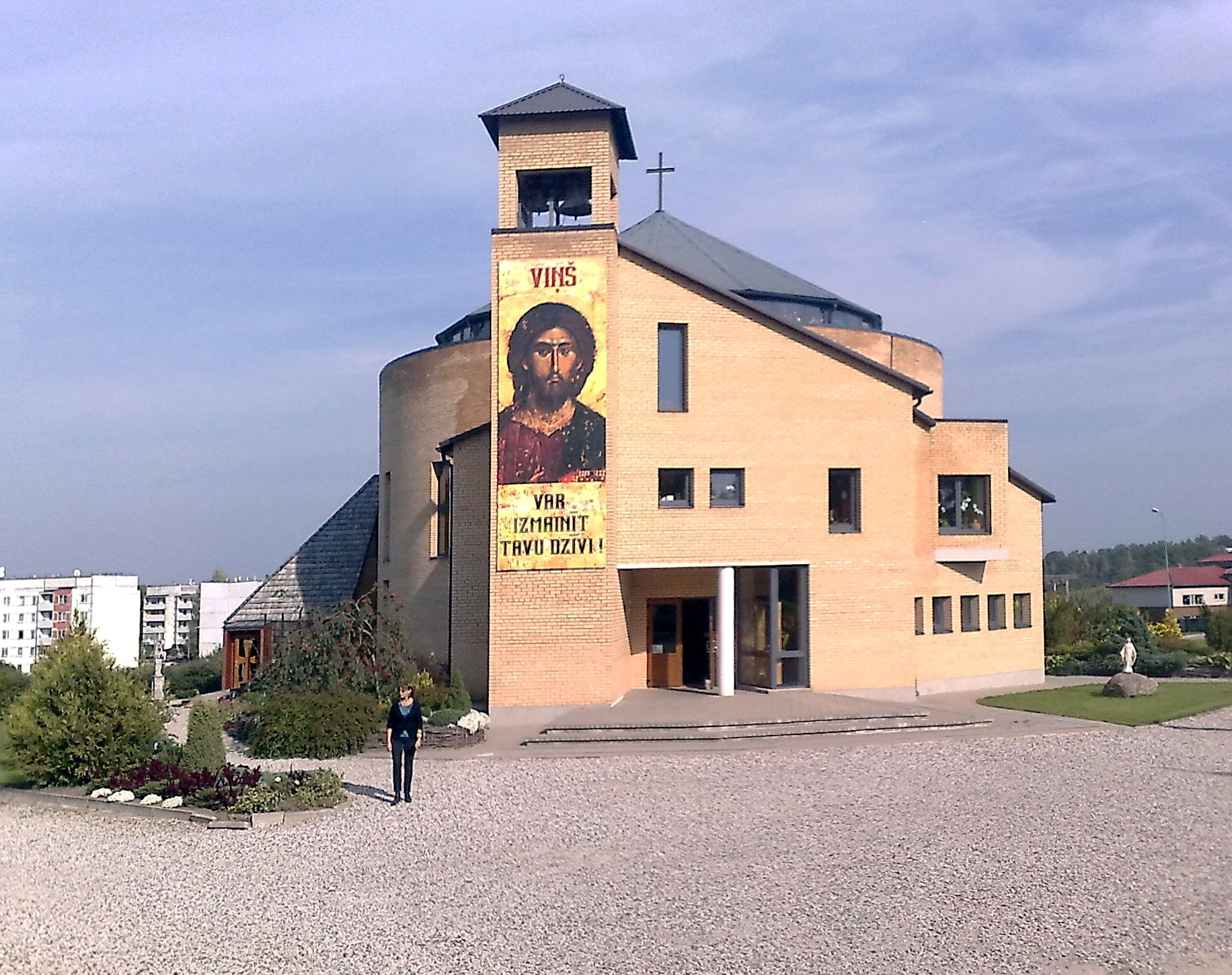
薩爾杜斯的天主教堂

薩爾杜斯是拉脫維亞薩爾杜斯市鎮的城鎮及行政中心，位於該國西南部，距離首都里加119公里，毗鄰布羅采尼，始建於1856年，海拔高度128米，面積10.1平方公里，2012年人口12,085。

## 友好城市
- 爱沙尼亚派德
- 立陶宛马热伊基艾
- 德国陶努斯山麓利德巴赫
- 瑞典利丁厄市
- 波蘭什切青旧城
- 俄羅斯謝爾吉耶夫鎮
- 法國伊韦特河畔维勒邦
- 奥地利黑措根堡